# Ундине (бронепалубен крайцер, 1902)
Ундине (на немски: SMS Undine) е немски бронепалубен крайцер от времето на Първата световна война, последният кораб от серията крайцери на типа „Газеле“, построени за Имперския германски флот. В 1901 г. е заложен на стапелите на корабостроителницата „Howaldtswerke“ в Кил, спуснат на вода през декември 1902 г., януари 1904 г. влиза в състава на Хохзеефлоте (Флота на откритото море). Въоръжен е с батарея от десет 105 mm оръдия и два 450 mm торпедни апарата. Развива скорост от 21,5 възела (39,8 km/h).
Първоначално „Ундине“ се използва като учебен артилерийски кораб за канонирите на германския флот. През ноември 1904 г., на маневри в Кил, той се сблъсква с миноносеца SMS S26, при това загиват 33 души, миноносецът потъва. След началото на Първата световна война, през август 1914 г., служи на Балтика като кораб на бреговата отбрана. На 7 ноември 1915 г. е атакуван от британската подводница HMS E19, която изстрелва по крайцера две торпеда. От попадението на второто торпедо детонира склада с боеприпаси. „Ундине“ се взривява и потъва, но при това загиват само 14 души от екипажа.

## Описание
„Ундине“ е заложен по договор „J“, корпуса е заложен в „Howaldtswerke“ в Кил 1901 г. Спуснат на вода на 11 декември 1902 г., след което започват довършителните работи. На 5 януари 1904 г. влиза в състава на флота на откритото море. Корабът е 105 m дълъг, 12,2 m широк, с газене от 4,11 m, водоизместимост 3112 t при пълно бойно натоварване. Двигателната установка се състои от две „Компаунд“ трицилиндрови парни машини производство на Howaldtswerke. Тя развива мощност от 8 хиляди к.с. (6 kW). Корабът развива скорост от 21,5 възела (39,8 km/h). Парата за машините се образува в десет водотръбни котли „военноморски“ тип. Крайцерът може да носи 700 тона въглища, което осигурява далечина на плаване 3560 морски мили (6610 km) на скорост в 10 възела (19 km/h). Екипажът се състои от 14 офицера и 256 матроса.
Въоръжението на крайцера са десет 105 mm скорострелни оръдия система SK L/40 на единични лафети. Две оръдия са в редица на носа, шест по бордовете, по три на всеки борд и две в редица на кърмата. Общият боекомплект е 1000 изстрела, по 100 на оръдие. Оръдията са с прицелна далечина на стрелбата 12 200 m. Също така корабът е въоръжен с два 450 mm подводни торпедни апарати с общ запас от пет торпеда.. Корабът е защитен от бронирана палуба дебела от 20 до 25 mm. Дебелината на стените на рубката е 80 mm, оръдията са защитени с тънки щитове с 50 mm дебелина.

## История на службата
След влизането в строй на „Ундине“ е зачислен към учебната ескадра и се използва като учебен артилерийски кораб. В нощта на 17 ноември 1904 г. „Ундине“ се сблъзква с миноносеца S26 на маневри близо до Кил. S26 и други кораби на 4-та флотилия миноносци предприемат учебна нощна атака на „Ундине“. Крайцерът плава с изгасени светлини, но при приближаването на миноносците екипажът включва светлините, които ослепяват S26. Миноносецът случайно минава пред крайцера и той го помита и потопява. В хода на инцидента на миноносеца загиват офицер и 32 матроса.
След началото на Първата световна война, през август 1914 г., корабът е изпратен на Балтика като кораб на бреговата отбрана. На 7 ноември 1915 г. „Ундине“ се намира северно от нос Аркона заедно с два разрушителя и е атакуван от британската подводница HMS E19 под командването на капитан 3-ти ранг Френсис Кроми. От разстояние километър Е19 изстрелва по крайцера две торпеда, като и двете попадат в целта. Попадението на второто торпедо предизвиква детонация на погреб за боеприпаси. „Ундине“ се взривява и бързо потъва (в 13.08), но при това са убити само 14 души. по-голямата част от екипажа е спасена от разрушителите. Две седмици преди това е потопен броненосният крайцер „Принц Адалберт“. Тези две значителни загуби карат командването на флота да съкрати активността му в Балтика до края на годината.

## Коментари
1. ↑  Префиксът „SMS“ е от на немски: Seiner Majestat Schiff (Кораб на Негово Величество).
2. ↑  Германските кораби при началото на тяхното строителство получават временни имена. За новите кораби се избират букви. Тези кораби, които трябва да заменят стари или загубени кораби получават приставката „Ерзац“ пред името на заменяемия кораб.
3. ↑  Съгласно номенклатурата на артилерията на флота на Германската империя „SK“ (Schnelladekanone) означава „скорострелно оръдие“, а L/40 означава сравнителната дължина на оръдието в калибри. В дадения случай L/40 означава, че дължината на оръдието съставлява 40 негови калибра (105 × 40).